# Domov (film)
Domov (krimskotatarsko Evge, ukrajinsko Додому, Dodomu) je ukrajinski dramski film, ki ga je leta 2019 režiral krimski Tatar Nariman Alijev. Film je bil prikazan v sekciji Un Certain Regard na Filmskem festivalu v Cannesu leta 2019. Izbran je bil  kot uradni ukrajinski kandidat za oskarja za Najboljši mednarodni celovečerni film na 92. podelitvi oskarjev, a ni prejel nominacije za nagrado.
Alijev je nastop v Cannesu izkoristil za ostro kritiko ruskih sil, ki so napadle Ukrajino. Rusijo je imenoval teroristična država, rusko umetnost pa zgolj del vojne propagande, ki jo je treba bojkotirati.

## Zaplet
Zgodba filma Domov se osredotoča na odnos med očetom in sinom, Mustafo in Alimom, ki sta člana krimskotatarske manjšine. Njuno razmerje se zaostri, ko skupaj prevzameta truplo svojega starejšega sina sina Nazima, žrtve rusko-ukrajinske vojne. Družina je v preteklosti že doživela izgon s strani vlade, kar prisili Mustafo na romanje, v katerem želi Mustafa po krimsko-islamski tradiciji pokopati svojega sina. Zgodba se začne v mrtvašnici, nato pa se nadaljuje z vožnjo z Jeep Cherokee iz Kijeva na nemirni Krimski polotok. Med potjo sta oče in sin izpostavljena številnim izzivom, vključno s pomanjkanjem spanja in razdražljivostjo, ki privedeta do prometne nesreče, v kateri njun Jeep pristane v jarku. Ko odpeljeta vozilo v avtomehanično delavnico, Alim sreča mehanikovo vnukinjo, mlado ukrajinsko dekle, ki ga prepriča, da gredo skupaj do reke. Medtem jima skupina lokalnih fantov ukrade denarnico. Skupni izzivi in soočenje z nevarnostmi na poti prispevajo k zbližanju Mustafe in Alima. Učita se, kako skupaj braniti svojo pot in si povrniti izgubljene stvari. V tem času se razkrije tudi Mustafova bolezen, ki se poslabša, ko oče in sin prispeta k stricu Vasji, ki živi blizu njihove družinske domovine na Krimu. Mustafa prepriča strica Vasjo, da si izposodi čoln na vesla,  da lahko dokončata potovanje.

## Igralska zasedba
- Ahtem Seitablajev kot Mustafa
- Remzi Biljalov kot Alim
- Larisa Jacenko kot Galina
- Veronika Lukjanenko kot Maša
- Akmal Gurezov kot Refat
- Viktor Ždanov kot stric Vasja
- Darija Barikhašvili kot Olesja
- Anatolij Marempolskij kot Nazim

## Nagrade (izbor)
Film je bil uvrščen v ožji izbor za evropsko filmsko nagrado 2019, Ukrajina pa ga je prijavila na Oskarje 2020 v kategoriji najboljšega mednarodnega filma, vendar ni prišel v ožji izbor.
Mednarodni filmski festival Bospor 2019
- Nominacija v mednarodnem tekmovanju igranih filmov (Nariman Alijev)[9]

Mednarodni filmski festival v Bukarešti 2019
- Nagrajen s festivalsko nagrado za najboljši film (Nariman Alijev)

Filmski festival Five Lakes 2020
- Nominacija za filmsko nagrado petih jezer[10]

Mednarodni filmski festival v Haifi 2019
- Nominacija na tekmovanju Zlato sidro za prvence (Nariman Alijev)[11]

Mednarodni filmski festival v Cannesu 2019
- Nominacija za zlato kamero (Nariman Alijev)
- Nominacija za Prix Un Certain Regard (Nariman Alijev)[12]

Mednarodni filmski festival v Odesi 2019
- Nagrada Grand Prix (Nariman Aliev, skupaj z nagrado Als wir tanzten)
- Nominacija za zlatega vojvodo na mednarodnem tekmovanju (Nariman Alijev)

## Sprejem
Film Domov ima na spletnem mestu agregatorja ocen Rotten Tomatoes odobritveno oceno 77%, ki temelji na 13 recenzijah in povprečno oceno 6,2/10. Collider in The Guardian sta film uvrstila na seznam najboljših del ukrajinske kinematografije.